# Кшиштоф Ґонсьоровський
Кшиштоф Ґонсьоровський (пол. Krzysztof Gąsiorowski, 19 травня 1935, Варшава — 12 січня 2012) — польський поет і літературний критик.

## Біографія
Закінчив факультет зв'язку Варшавського політехнічного університету. 1962 року опублікував першу поетичну книжку «Підняття білого». Один зі засновників літературного угруповання «Гібриди». Працював у редакціях журналів «Сучасність», «Література», «Поезія». «Перед». Твори перекладено багатьма мовами світу. Лауреат VIII Загальнопольського фестивалю поезії. Організатор міжнародного фестивалю «Варшавська осінь поезї», що проходив уже більше 40 разів.

## Твори

### Поезія
- Białe dorzecze
- Tonące morze
- Wiersze wybrane
- Z punktu widzenia UFO
- Milczenie Mintaura
- Powrót Antlantów
- Gemmy w kości policzkowej
- Biedne dwunożne mgły
- Gorgona, mamka bogów
- Yyell — ballady i romanse SF
- Czarne śnieżki — wobec śmierci Jana Pawła II
- Pod powierzchnią Pogody i Historii — w rocznicę Powstania Warszawskiego
- Dwa gołębie temu

### Літературна критика
- Trzeci Człowiek
- Fikcja realna
- Warszawa jako kosmos wewnętrzny
- Norwid, wieszcz-sufler

## Українські переклади
Твори Кшиштофа Ґонсьоровського українською мовою перекладав Анатолій Глущак.